# Ixora narcissodora
Ixora narcissodora är en måreväxtart som beskrevs av Karl Moritz Schumann. Ixora narcissodora ingår i släktet Ixora och familjen måreväxter. Inga underarter finns listade i Catalogue of Life.